# Flughafen Kiew-Hostomel

i7
i11
i13
Der Flughafen Kiew-Hostomel (ukrainisch Антонов аеропорт/Antonow aeroport oder Аеропорт Гостомель/Aeroport Hostomel; auch als Flughafen Gostomel und Antonow-Flughafen bekannt, IATA-Code: GML, ICAO-Code: UKKM) ist ein internationaler Fracht- und Werksflughafen des staatseigenen Unternehmens Antonow in der Nähe von Hostomel, einer kleinen Vorstadt etwa 20 km von Kiew in der Ukraine entfernt. Der Flughafen selber ist jeweils nordwestlich 5 km von Hostomel und 26 km von Kiew entfernt und dient als Drehkreuz für die Antonov Airlines.
Weitere Flughäfen in der Nähe sind der Flughafen Kiew-Boryspil, der hauptsächlich für den Passagierverkehr bestimmt ist und der Flughafen Kiew-Schuljany, der kleiner ist als der Flughafen Boryspil. In der Nähe befindet sich auch der kleine Flugplatz Tschajka, der als Sportflugplatz genutzt wird. 

## Lage und Verkehrsanbindung
Der Flughafen befindet sich 26 km nordwestlich von Kiew. Von dort kann man ihn mit dem Taxi, Bus, Oberleitungsbus und anderen Nahverkehrsmitteln erreichen. Eine direkte U-Bahn Station der Metro Kiew gibt es allerdings nicht. Außerdem befindet er sich an der Europastraße 373 (= ukrainische Fernstraße M 07), der T-10-11 und der T-10-02. Nach Hostomel sind es 5 km.

## Russische Invasion in der Ukraine 2022
Am 24. Februar 2022 landeten russische Fallschirmjäger am Flugplatz und nahmen diesen ein. Das ukrainische Militär eroberte ihn am Abend des gleichen Tages zurück.
Am 27. Februar 2022 kam es erneut zu Kämpfen um den Flugplatz. Dabei entstanden umfangreiche Schäden an der Infrastruktur des Flughafens u. a. wurde der Hangar für die Antonow An-225 beschädigt und das darin befindliche Flugzeug großteils zerstört. Der Flughafen wurde zeitweise erneut von russischen Kräften besetzt. Diese verließen den Flughafen am 1. April 2022.

Das seinerzeit größte Frachtflugzeug der Welt: Antonow An-225 am Flughafen Hostomel
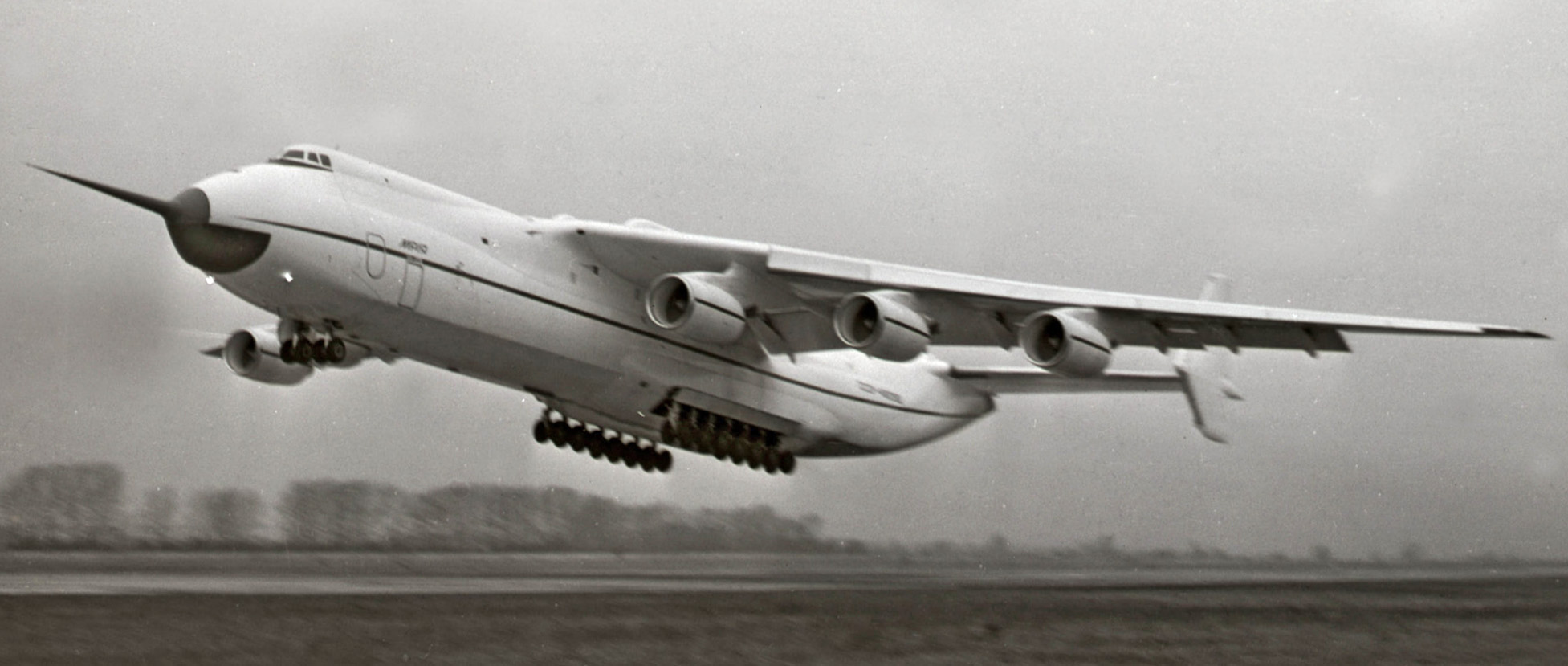
Dezember 1988
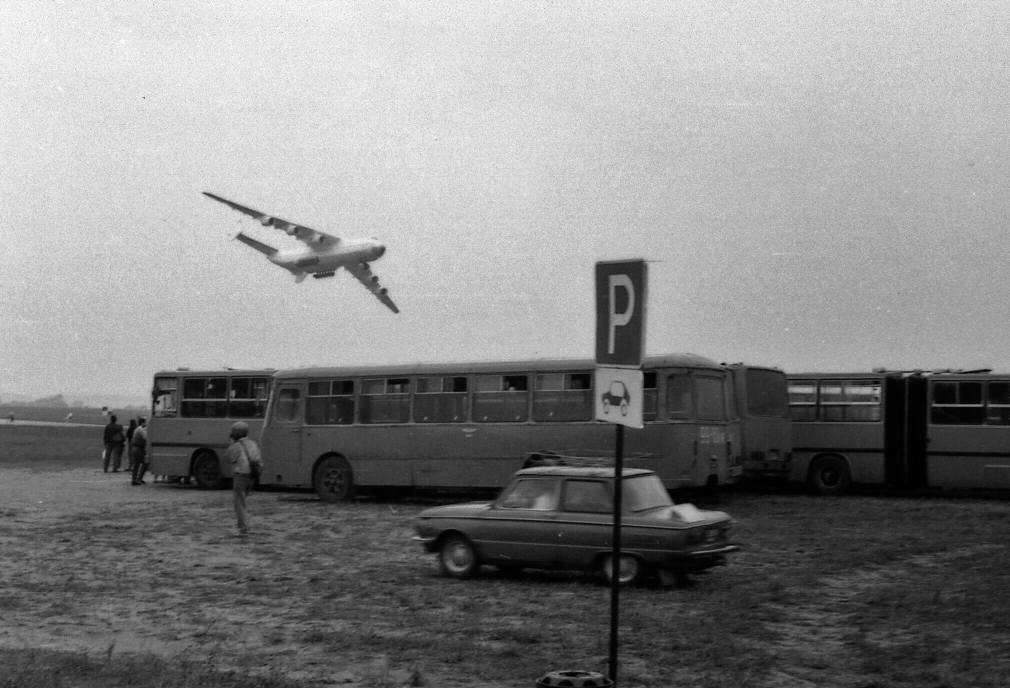
August 1993
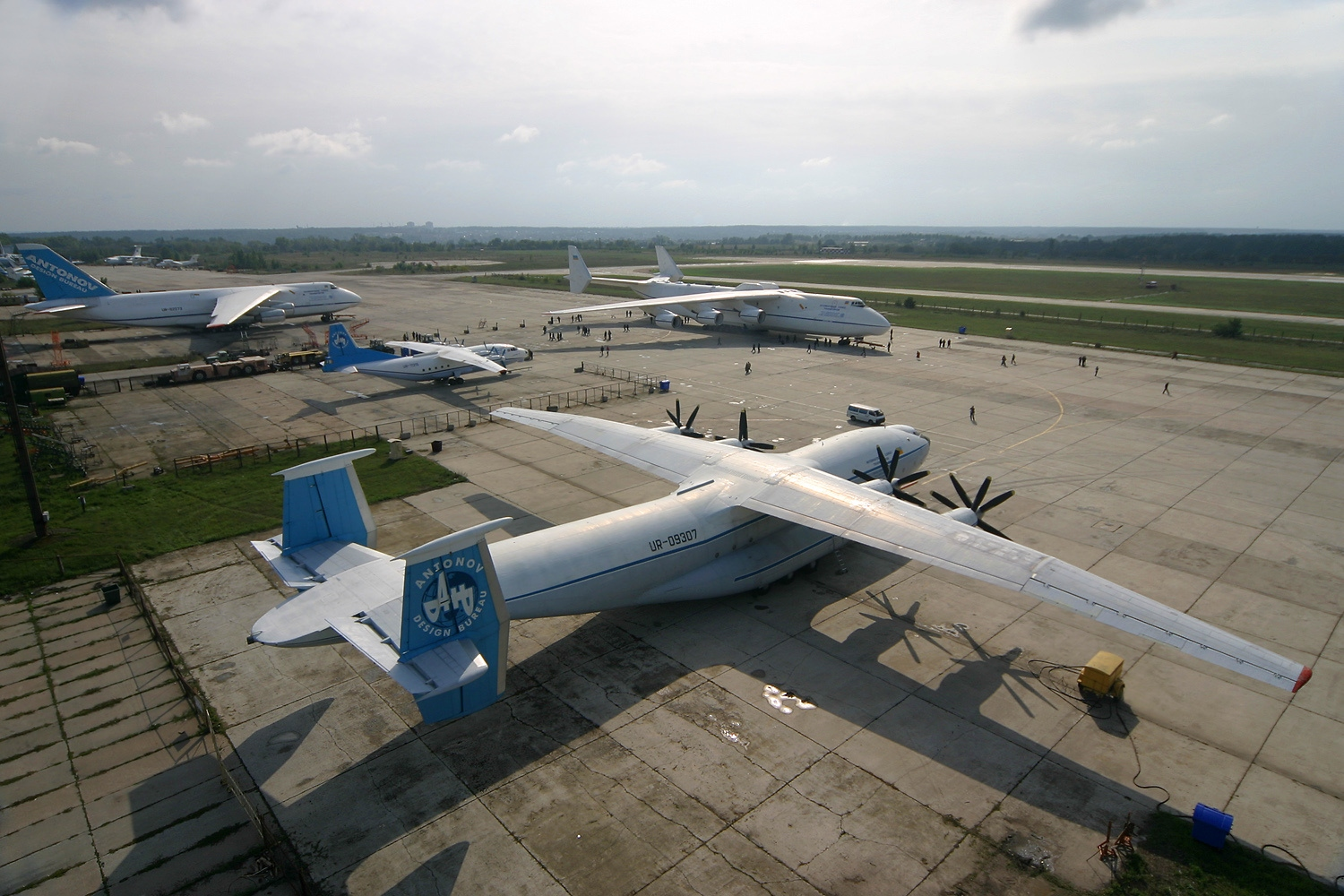
September 2008
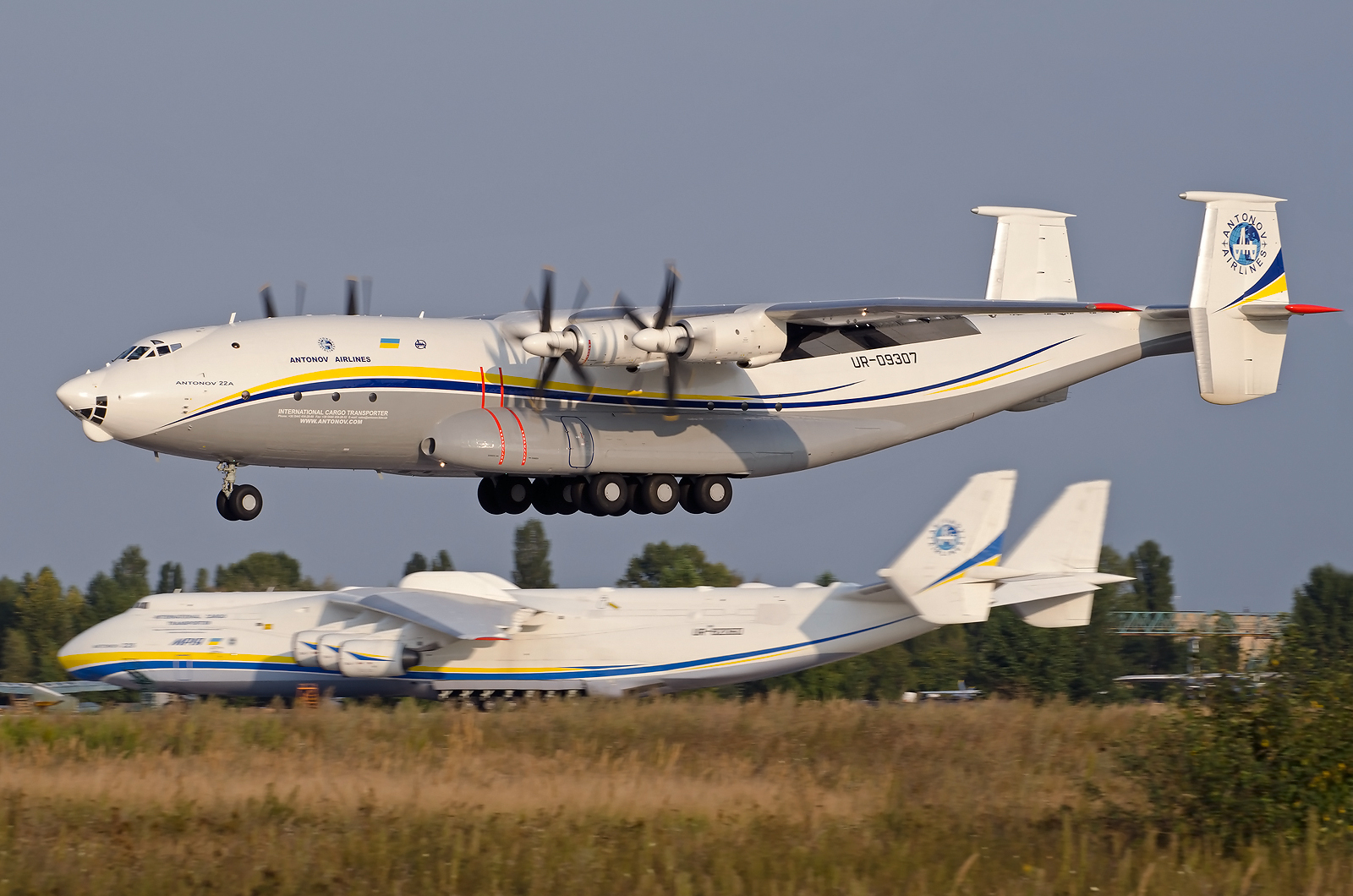
September 2016
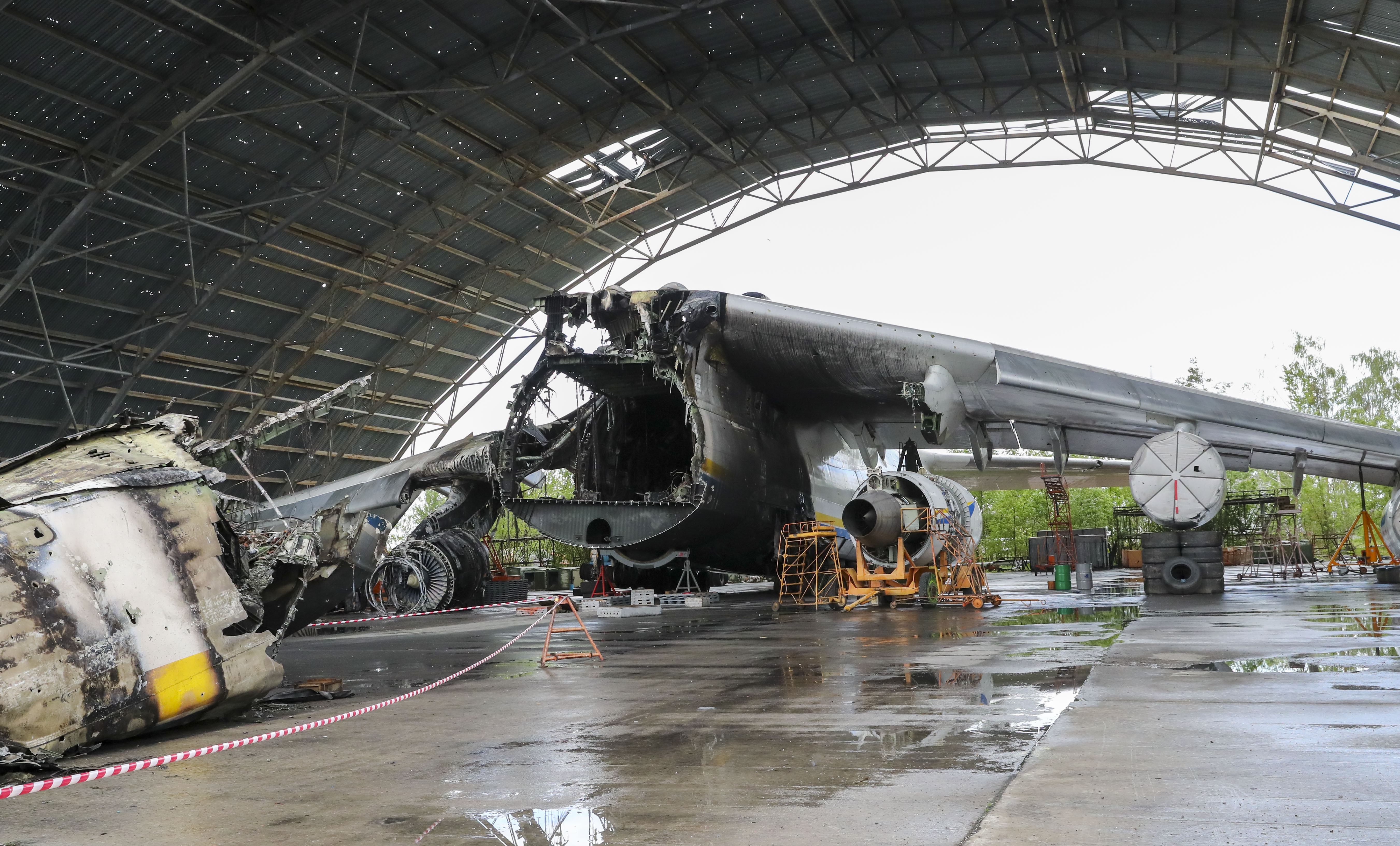
Mai 2022

## Infrastruktur
Die 3500 m lange und 56 m breite Start- und Landebahn 15/33 ist mit einem Instrumentenlandesystem (ILS) der Kategorie 1 (Cat.I) ausgestattet. Der Flughafen besitzt außerdem geschlossene, beheizte Hallen, sodass Reparatur- und Wartungsarbeiten an Flugzeugen jeder Klasse, einschließlich der Antonow An-225, Antonow An-124 und der Boeing 747 durchgeführt werden können.
Vieles von der Infrastruktur wurde bei den Kampfhandlungen im Frühjahr 2022 beschädigt und zerstört, der Flughafen ist seither außer Betrieb. Hangars, Start- und Landebahn sowie Verwaltungsgebäude wurden ebenso beschädigt wie etliche Flugzeuge, darunter neben der An-225 eine An-22, eine An-124 und eine An-132. Völlig zerstört wurde eine An-74 und eine An-26. Antonov Airlines zog vorübergehend zum Flughafen Leipzig/Halle um, plant aber nach Kriegsende und Wiederherstellung des Flughafens eine Rückkehr nach Hostomel.

Zustand des Flughafens im April und Mai 2022
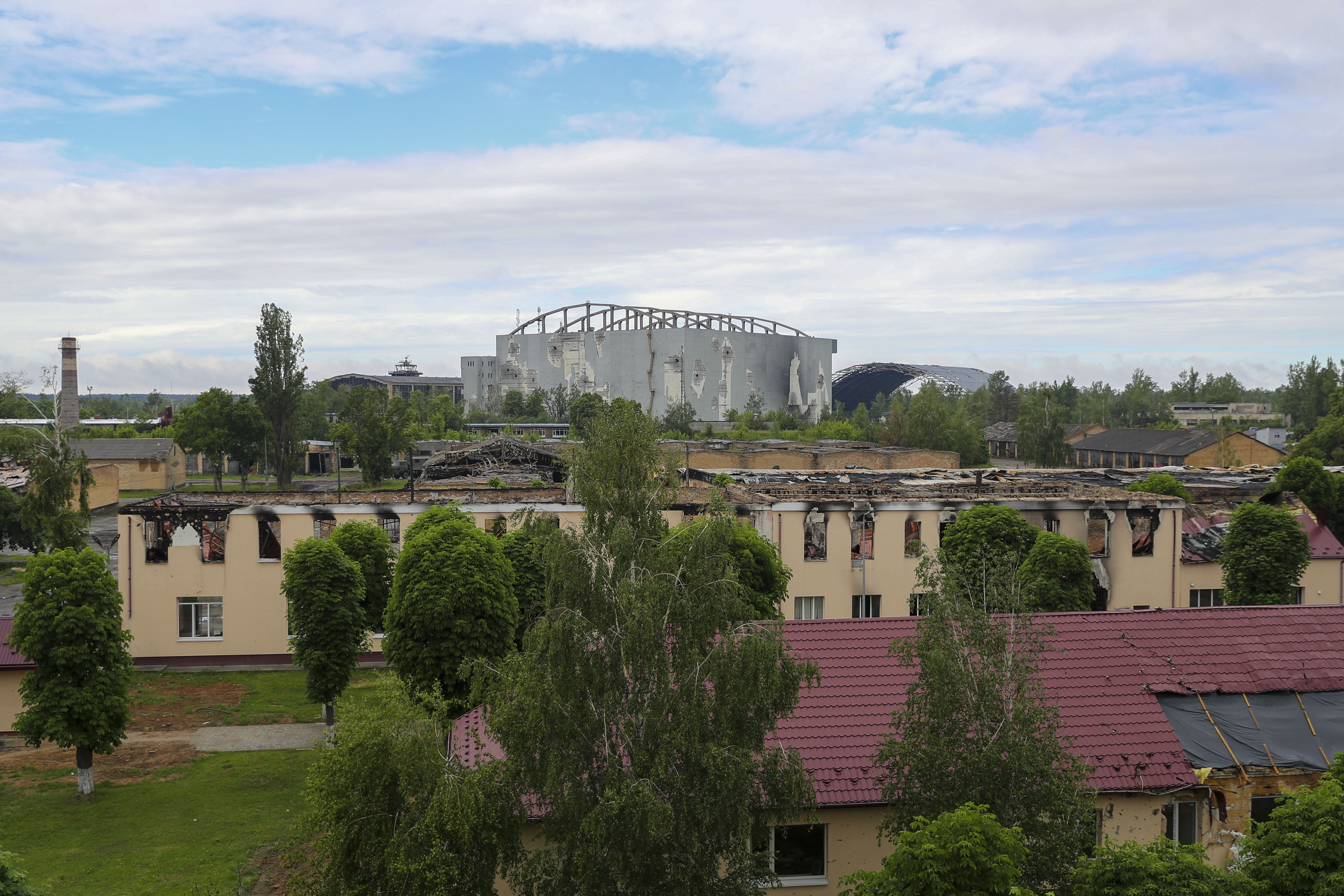
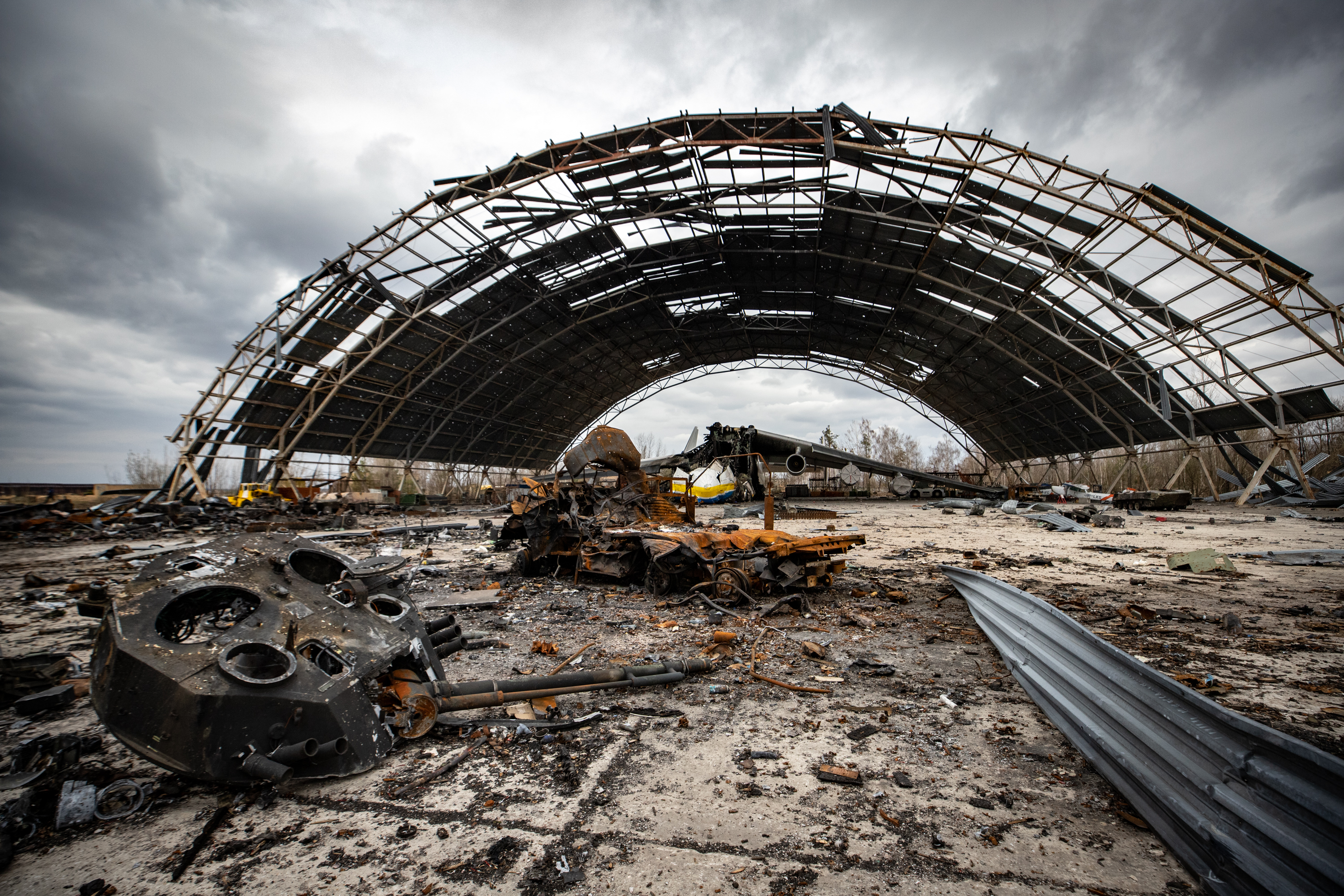
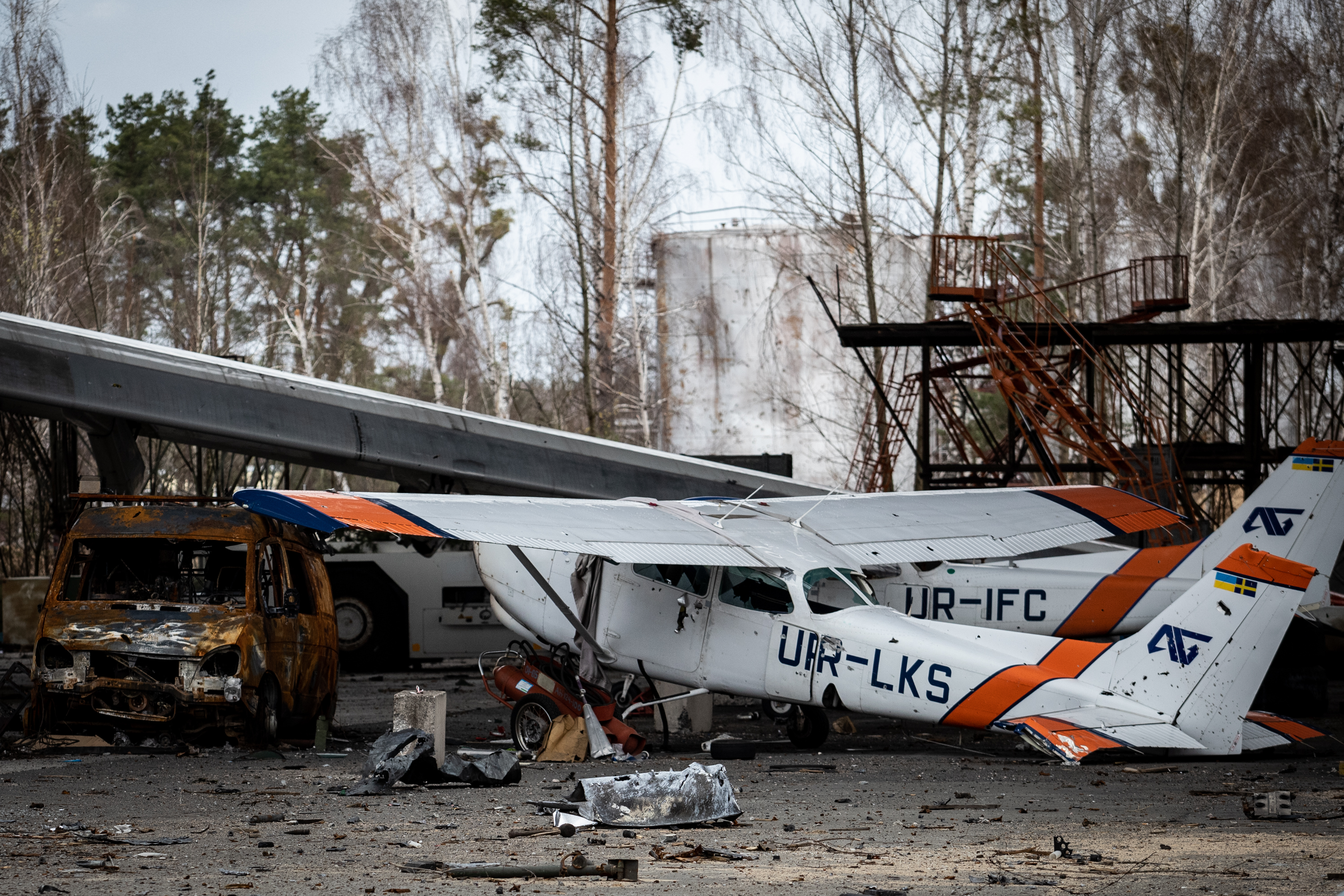
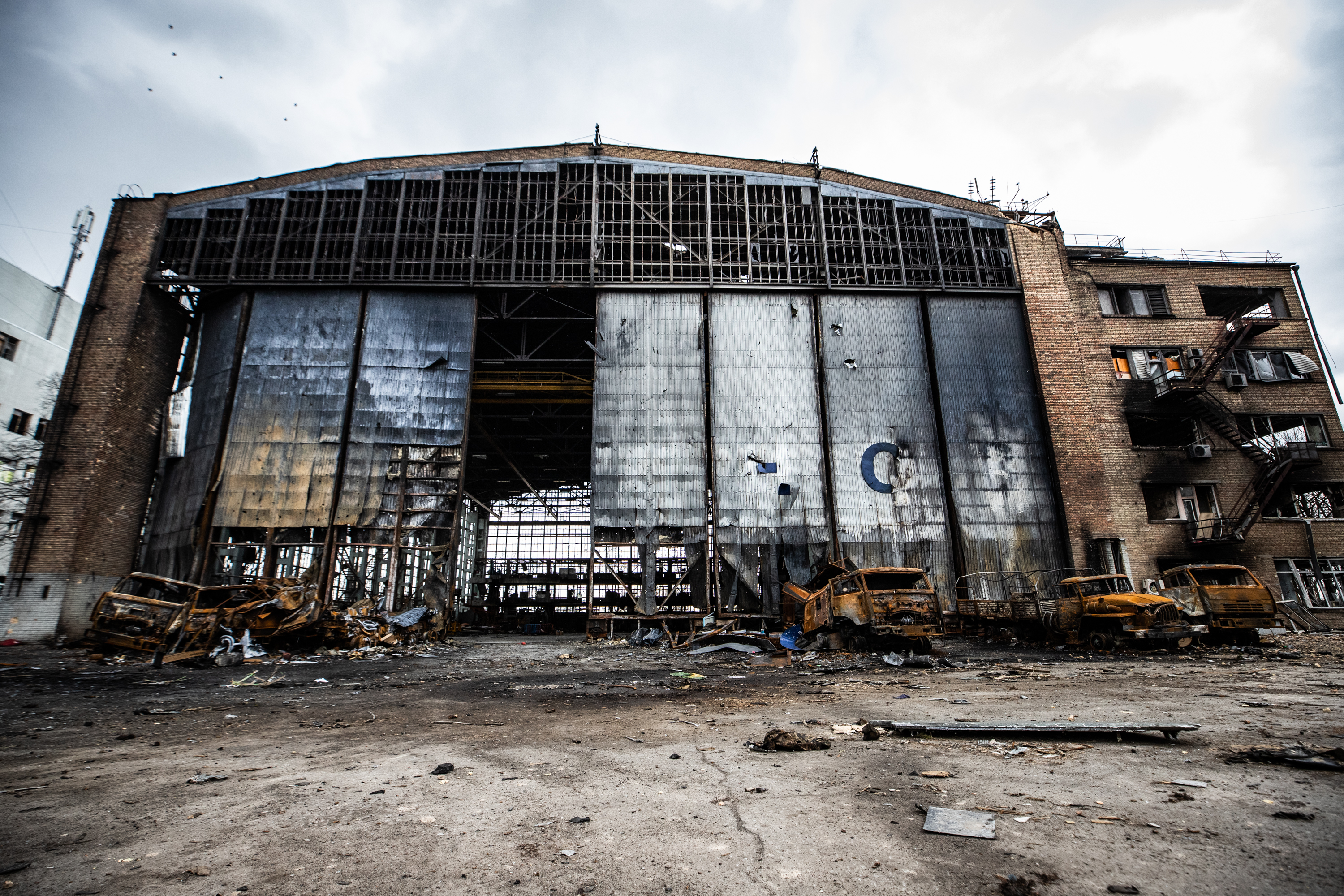
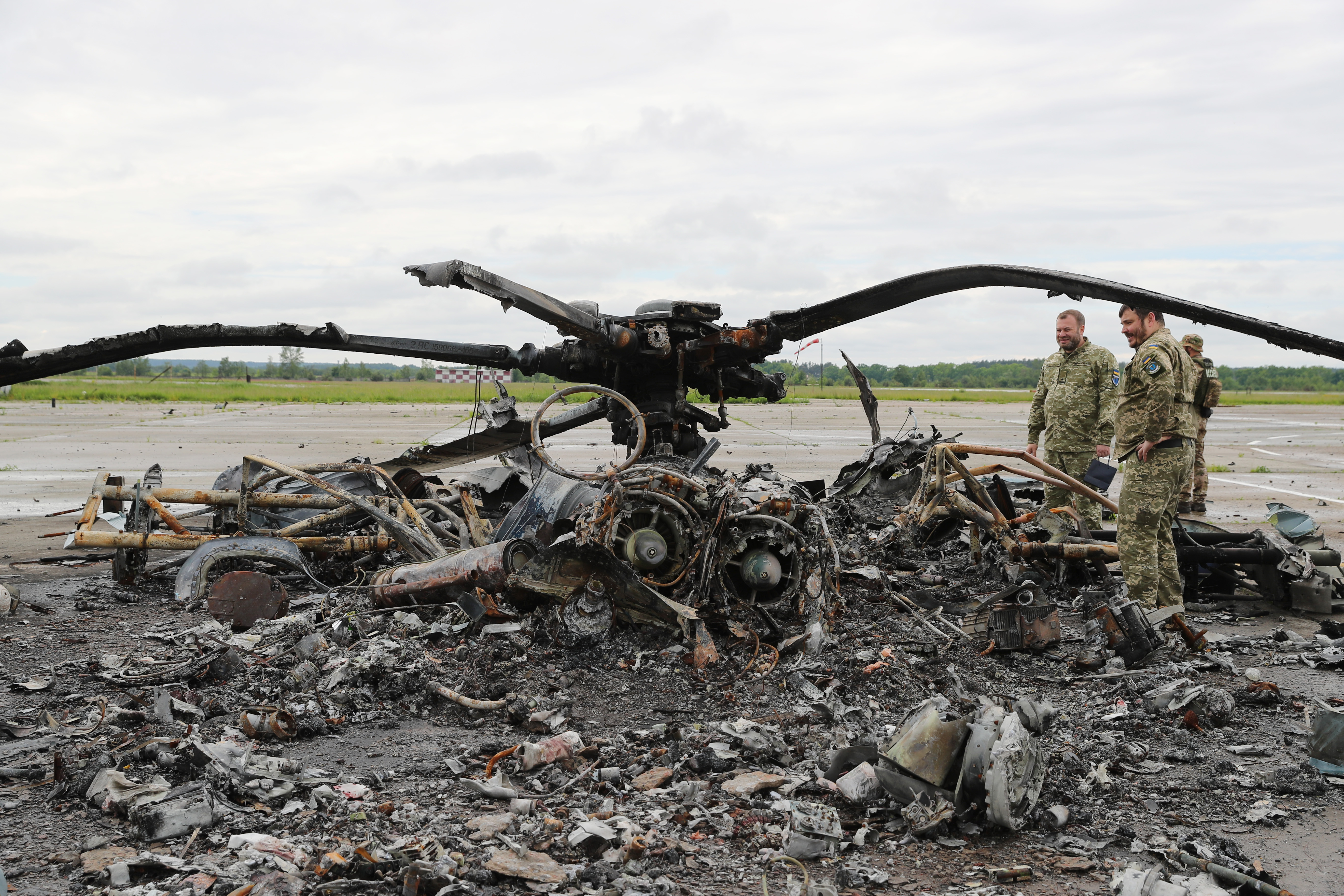

## Zwischenfälle
- Am 27. Februar 2022 wurde die einzige flugfähige Antonow An-225 der ukrainischen Antonov Airlines  (Luftfahrzeugkennzeichen UR-82060) beim russischen Überfall auf die Ukraine auf ihrer Heimatbasis Flughafen Kiew-Hostomel zerstört.[6]